# 新疆大学
43°45′58″N 87°36′44″E / 43.76610°N 87.61226°E
新疆大学（維吾爾語：شىنجاڭ داشۆ‎，拉丁维文：Shinjang Dashö），简称新大，创立于1924年，是一所综合研究型大学。北洋政府時期，为解决精通俄语及国际政治法律人材稀缺的问题，新疆都督杨增新创办新疆省立俄文法政专门学校。
1935年，改建为新疆学院。1950年，原省语文学院并入新疆学院，并将新疆学院更名为新疆民族学院。1954年，新疆民族学院复名为新疆学院。1960年，新疆大学正式成立。2000年，新疆大学与原新疆工学院合并组建新的新疆大学。1958年建成新疆矿冶学院，隶属冶金工业部，1966年更名为新疆工学院。2004年，成为新疆维吾尔自治区人民政府、教育部“省部共建”高校。
新疆大学是中华人民共和国区域一流大学之一，是“双一流B类”和原“211工程”重点建设大学，入选“中西部高校综合实力提升工程”，新疆大学法定住所为新疆维吾尔自治区乌鲁木齐市胜利路666号，学校设有红湖校区（校本部）、友好校区（北校区）、南校区、博达校区（新校区）。

## 历史沿革

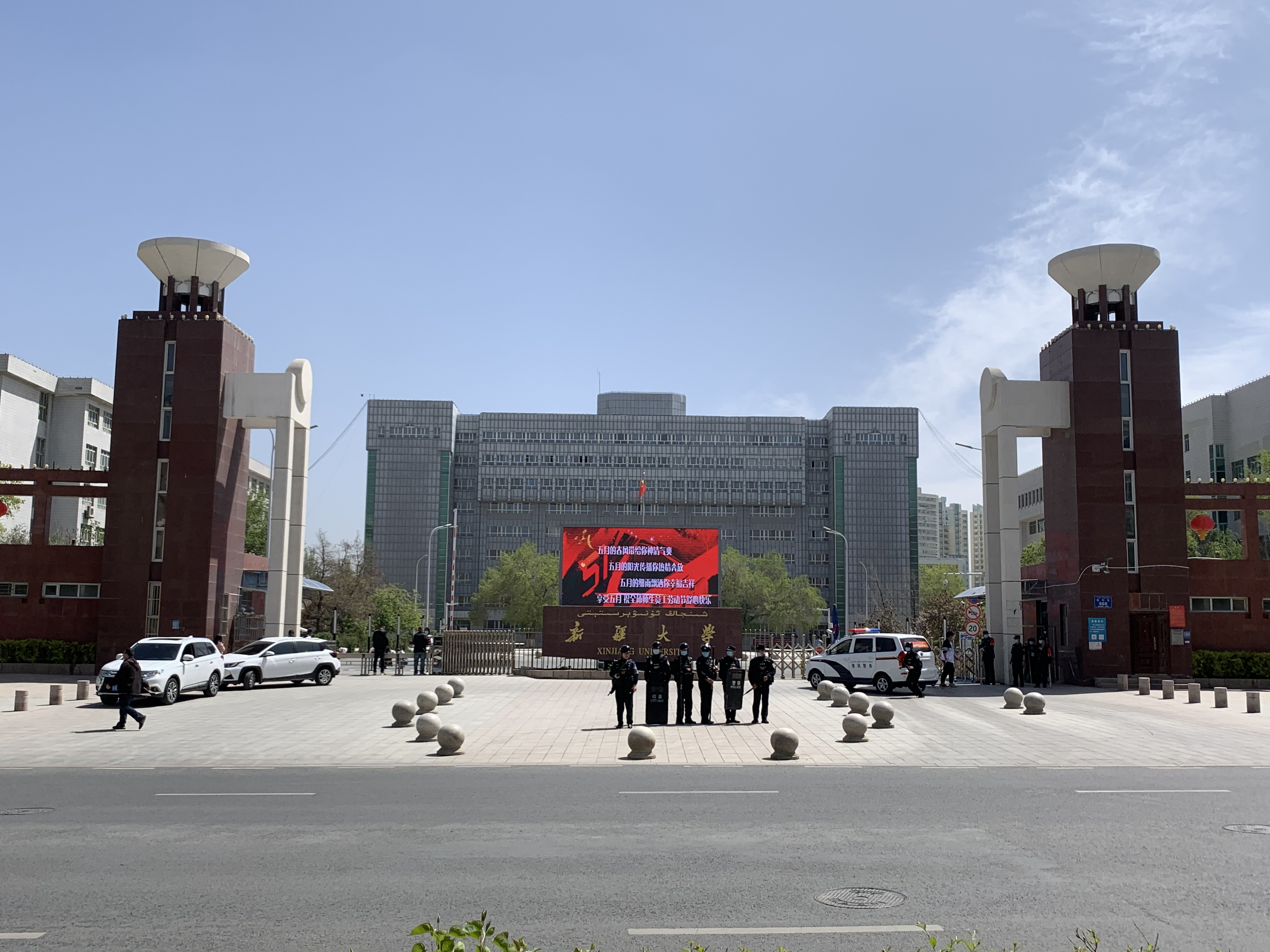
新疆大学（红湖校区）大门

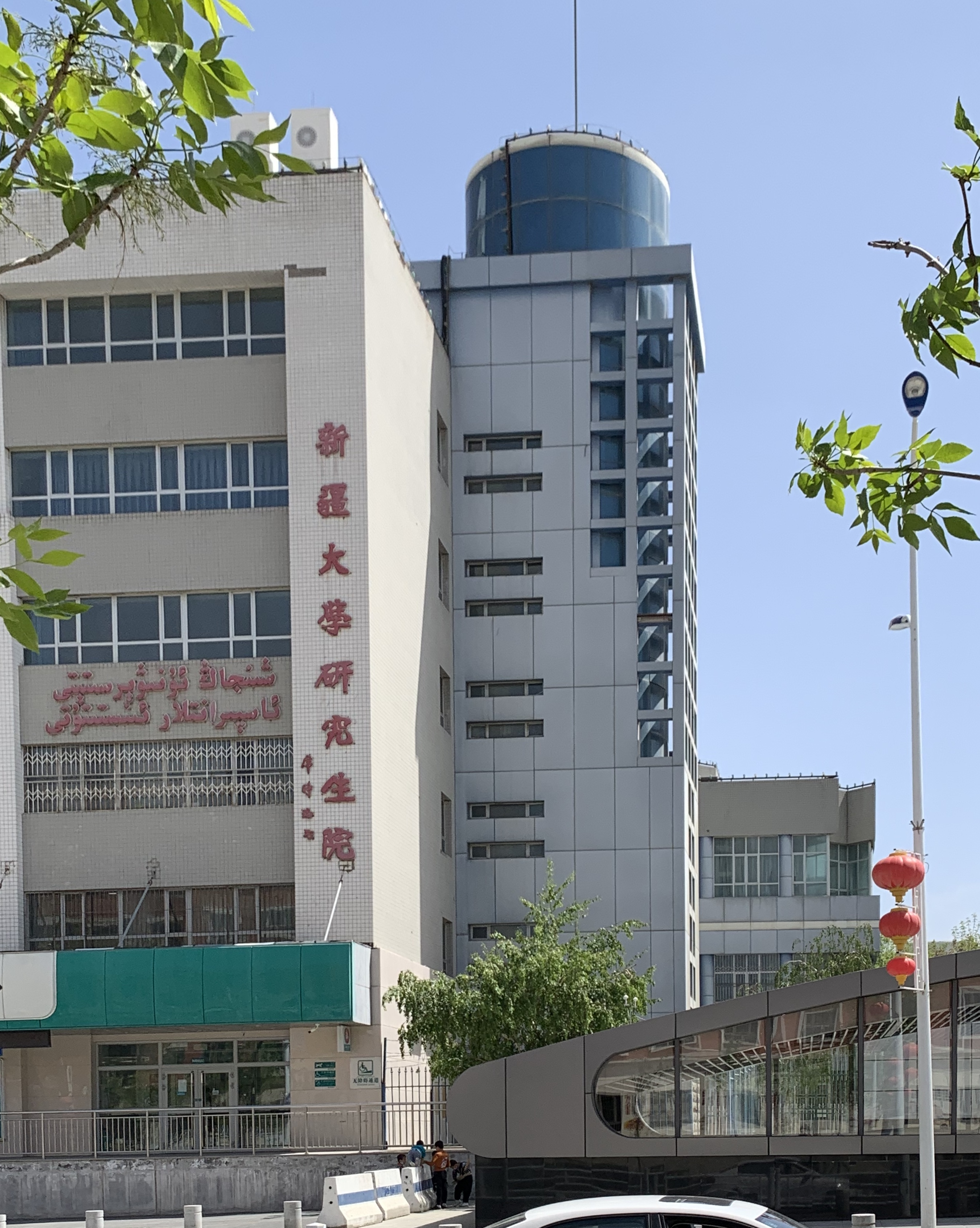
新疆大学研究生院

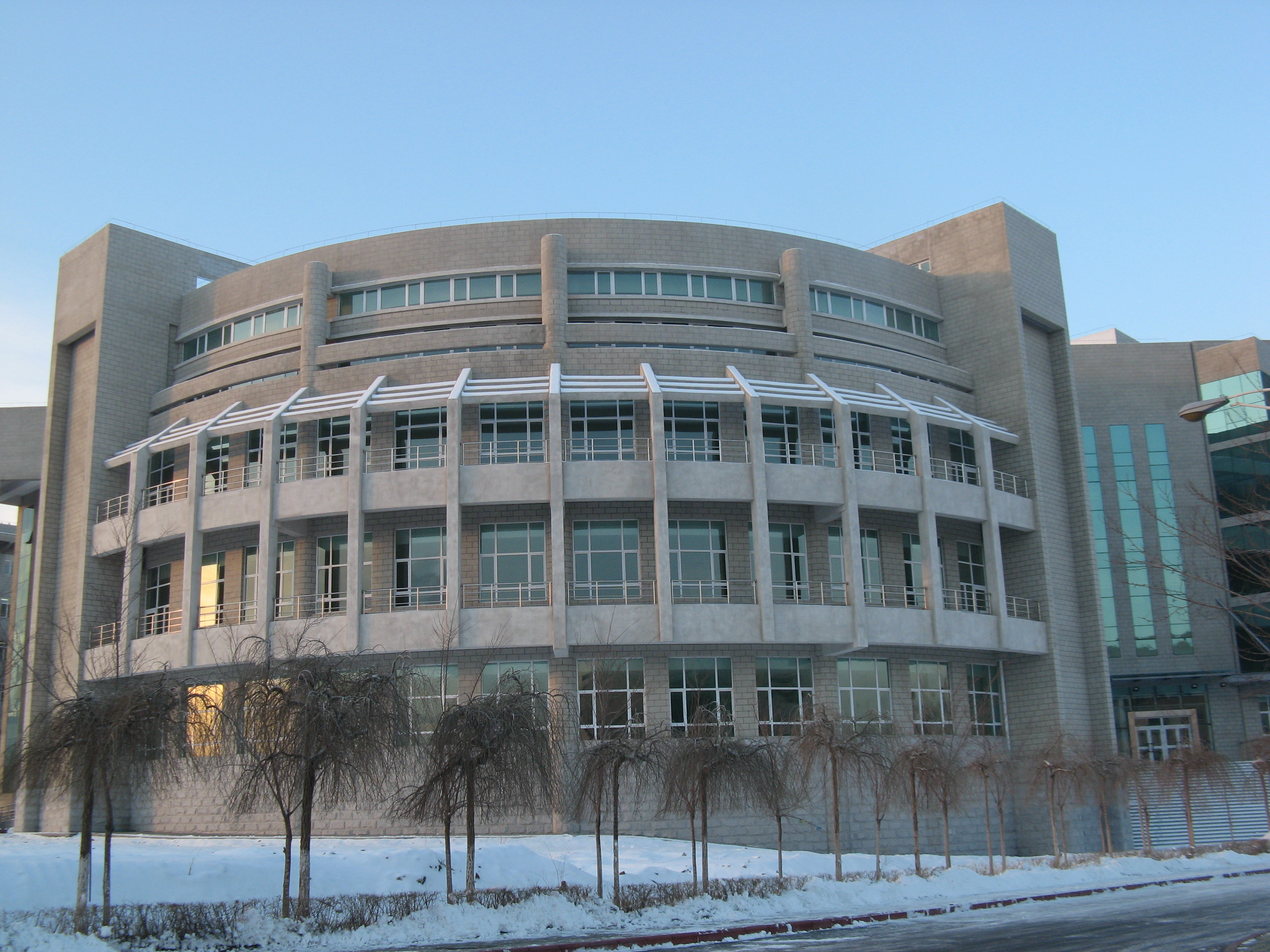
新疆大学南校区图书馆

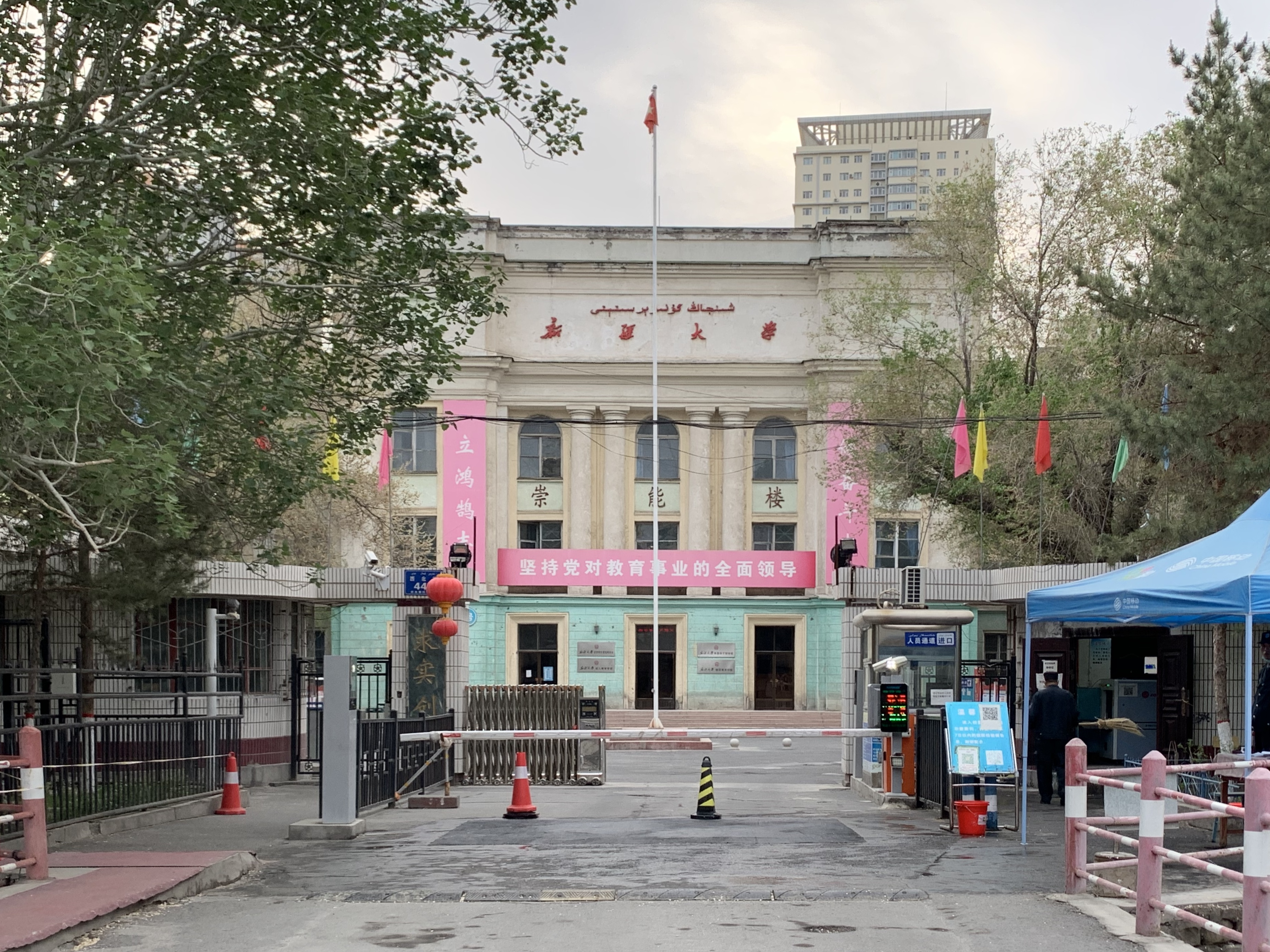
新疆大学北校区

### 民国时期
上世纪20年代，新疆同苏联交涉频繁，精通俄语及国际政治法律人材奇缺。1924年1月，新疆提督楊增新创办新疆俄文法政专门学校，校长刘文龙。1928年8月改称新疆省立俄文法政学校。1931年1月改为新疆俄文法政学院。1935年1月改为新疆学院。1941年新疆省建设厅农业学校并入新疆学院。

### 建国初期

#### 新疆大学沿革
1950年，新疆语文学校和伊犁阿合买提江专科学校并入新疆学院。1950年10月1日更名为新疆民族学院。1951年6月，新疆第二师范并入新疆民族学院。1951年9月，张东月任新疆学院党委书记、副院长，主持学院工作，当时新疆学院设教育、农林、畜牧兽医3个系，在校学生约300人，专职教师7人，全体教职工不过40余人，只有1名中共党员。1953年11月，西北民族学院畜牧系兽医班并入新疆民族学院。1954年10月复名为新疆学院。1959年5月，高等教育部决定由北京大学、清华大学、西北大学等院校支援新疆大学的成立工作。1960年10月1日，正式成立新疆大学，1962年，新疆师范学院并入。1962年7月，机械、电机、工电等3个工科专业划入新疆矿冶学院。1978年，确定为全国重点大学。1979年4月，教师培训部、三平分校划出成立新疆师范大学。

#### 新疆师范学院
1950年10月由新疆学院语文系划出成立新疆军区俄文大队。1951年8月更名新疆军区俄文专科学校，校长王季青、牛其益。1957年2月更名为新疆语文学院，副院长马宏山。1959年5月新疆师范学院与新疆语文学院合并成立新疆师范学院。1962年7月并入新疆大学为外语系。

#### 新疆工学院
1953年1月成立中苏有色金属公司矿山技术学校。1955年1月1日为重工业部乌鲁木齐矿业学校。1956年9月冶金工业部乌鲁木齐矿业学校。1958年7月新疆矿冶学院。1966年4月更名为新疆工学院。

### 改革开放时期
1997年列入国家“211工程”重点建设高校。2000年，被确定为国家西部大开发重点建设大学。
2000年12月30日，新疆大学与新疆工学院合并组建新的新疆大学。2004年，新疆大学成为新疆维吾尔自治区人民政府与教育部的“省部共建”高校。2012年，新疆大学入选国家“中西部高校综合实力提升工程”建设高校。2017年9月，新疆大学入选世界一流大学建设高校（B类）。2018年，新疆大学由“省部共建高校”升格为“部省合建高校”。

## 学校现状

### 院系设置
马克思主义学院、政治与公共管理学院、经济与管理学院、法学院、中国语言文学学院、历史学院、新闻与传播学院、外国语学院、商学院、国际文化交流学院、旅游学院、数学与系统科学学院、物理科学与技术学院、化学学院、生命科学与技术学院、资源与环境科学学院、化工学院、信息科学与工程学院、机械工程学院、电气工程学院、建筑工程学院、纺织与服装学院、地质与矿业工程学院、软件学院、林基路干部学院、未来技术学院

### 研究机构
新疆大学设立了多个研究机构，如生物资源基因工程重点实验室，绿洲生态重点实验室，能源材料化学教育部重点实验室，石油天然气精细化工重点实验室，中亚造山带大陆动力学与成，清洁能源与智能控制仿真工程校，CAD/CAE/CAM工程技术中心，信号与信息处理重点实验室，固态物理与器件实验室，煤炭转化与化工过程实验室，建筑结构抗震与节能实验室，生物学实验教学中心，可再生能源发电与并网技术教育部工，土木工程技术研究中心，数字化设计与制造工程技术研究，理论物理中心。

## 文化传统

### 校徽
校徽中心图案为新疆大学最早的教学楼—-红楼。“1924”为新疆大学的创立时间。“六朵花瓣”图案象征新疆大学学子满天下，桃李花盛开。“天山”象征着新疆大学坐落在天山脚下。两圆之间，是以中文、维吾尔语、英文书写的“新疆大学”校名。

### 校训
1938年，新疆学院教务长林基路以延安“抗大”为榜样，提出了“团结、紧张、质朴、活泼” 八字校训。 1985年，新疆大学校训更改为“团结、奋进、求实、创新”。

## 小行星
2024年9月21日，中国国家天文台小行星命名委员会，将1997年11月23日发现的国际永久编号第192450号小行星命名为“新疆大学星”。

## 周边交通
- 新疆大学站  █ 乌鲁木齐地铁1号线

## 知名校友

### 政界
- 中華民國第一屆立法委員阿不都拉·提曼
- 中国共产党早期领导人俞秀松
- 中国共产党青年活动家林基路
- 新疆共产主义革命家阿不都克里木·阿巴索夫
- 新疆共产主义革命家罗志
- 国家发改委原副主任、国家能源局原局长努尔·白克力
- 新疆维吾尔自治区人大常委会副主任贾帕尔·阿比布拉
- 新疆维吾尔自治区人大常委会副主任买买提明·扎克尔
- 新疆维吾尔自治区人大常委会副主任王怀玉
- 新疆维吾尔自治区原主席阿不来提·阿不都热西提
- 原国家质量监督检验检疫总局副局长杨刚
- 新疆维吾尔自治区纪委书记符强
- 新疆维吾尔自治区政协主席努尔兰·阿不都满金
- 湖北省纪委原书记侯长安

### 学术界
- 地理学家塔西甫拉提·特依拜
- 生物学家阿不都拉·阿巴斯
- 原中国工程院院长周济
- 石油地质与构造地质学家贾承造

### 文艺界
中国文学艺术界联合会副主席李屹